# زبان‌های نیکوباری
زبان‌های نیکوباری گروهی از چندین زبان آسترونزیایی نزدیک به هم هستند که توسط بیشتر ساکنان جزایر نیکوبار هند گفتگو می‌شوند. آن‌ها در مجموع حدود ۳۰٬۰۰۰ گویشور (۲۲٬۱۰۰ بومی) دارند. بیشتر گویشوران نیکوباری به زبان کار تکلم می‌کنند.

## زبان‌ها
از شمال به جنوب، زبان‌های نیکوباری عبارتند از:
- کار: کار (Pū)
- چائورا–ترسا: چائورا (Tutet/Sanënyö)، ترسا (Taih-Long/Lurö)
- مرکزی: نانکووری (Nang-kauri/Mūöt)، کامورتا، کاتچال (Tehnu)
- جنوبی: نیکوباری جنوبی (Sambelong)، شومپن (Shom Peng)

## دسته‌بندی
یک روش دسته‌بندی زبان‌های نیکوباری به شرح زیر است.
- کار
- چائورا–ترسا
  - ترسا، چائورا
- مرکزی-جنوبی
  - مرکزی: نانکووری، کامورتا، کاتچال
  - جنوبی: نیکوباری جنوبی، شومپن